# Allium massaessylum
Allium massaessylum là một loài thực vật có hoa trong họ Amaryllidaceae. Loài này được Batt. & Trab. mô tả khoa học đầu tiên năm 1892.